# Frédéric Caudron
Frédéric Caudron (* 27. Januar 1968 in Mons, Belgien) ist ein belgischer Karambolagespieler und mehrfacher Weltmeister.

## Karriere

### Anfänge und Allgemeines
Als Sohn eines vom Karambolage begeisterten Vaters begann er bereits sehr früh mit dem Billardsport und gewann mit dem belgischen Jugendteam bereits mit 10 Jahren seine ersten Turniere. Mit 18 Jahren spielte er in allen Disziplinen in den höchsten Klassen und auf Weltniveau. 1987 errang er seinen ersten Titel als Jugend-Europameister im Cadre 47/2 – 1990 folgte der erste EM-Titel im Einband, 1991 der erste WM-Titel (Cadre 71/2) und im Jahr 1994 der erste nationale Dreiband-Titel.
Seit 1990 sind die Turniersiege und Titel national sowie international ungezählt und insbesondere seine GDs definieren Frédéric Caudron als einen der besten und vielseitigsten Karambolage-Spieler der Welt. Er führt damit die mit René Vingerhoedt in den 1940er Jahren beginnende und von Raymond Ceulemans ab den 1960er Jahren fortgeführte Tradition belgischer Spitzenspieler fort.

#### Die 2 Titanen des Dreiband-Billiards
Zu einem außergewöhnlichen Einzelduell kam es vom 27. bis 30. Juni 2012 im spanischen Marxuquera bei dem Einladungsmatch „Die 2 Titanen des Dreiband-Billiards“ zwischen Caudron (Weltranglistenerster 2012) und dem amtierenden Weltmeister Dick Jaspers. Eingeladen waren nur diese beiden Spieler. Die Partie war auf eine Distanz von 600 Punkten angesetzt, diese wurden in zehn Sessions zu je 60 Punkten gespielt. Die Shot clock war auf 40 Sekunden eingestellt, mit einer Verlängerung von 1 × 40 Sekunden je Session. Caudron bestimmte von Anfang an die Partie und konnte im Laufe des Matches seinen Vorsprung immer weiter ausbauen. Die beste Session war die siebte, in der er in nur 41 Minuten in 7 Aufnahmen 51 Punkte spielte. Am Ende setzte er sich mit 600:501 Punkten gegen den Niederländer durch und nahm die Siegerprämie von 10.000 € mit nach Hause, Jaspers bekam für seine Bemühungen immerhin noch 5.000 €. Der GD der Spieler lag bei Caudron bei 2,189 und bei Jaspers bei 1,835.

### Saison 2012/13
Nachdem Caudron über lange Zeit den ersten Platz der Weltrangliste innegehabt hatte, musste er diesen nach dem Dreiband-Weltcup 2012/2 im südkoreanischen Suwon wieder an den Altmeister Torbjörn Blomdahl aus Schweden abgeben, da er zuvor schon das Turnier in Lommel (Superprestige, Zweiter hinter Eddy Merckx) und die WM (gemeinsamer Dritter mit dem Italiener Marco Zanetti) nicht so erfolgreich abschließen konnte, wie es nötig gewesen wäre, um die Weltranglistenführung zu behalten.
Zusammen mit Eddy Leppens spielt er unter anderem für den belgischen Verein BC De Goeie Queue. In Deutschland tritt er mit dem BC 1921 Elversberg in der 1. Bundesliga an.
Bei der belgischen Meisterschaft vom 6. bis 13. Januar 2013 in Blankenberge sicherte er sich als Favorit drei der sechs zu vergebenden Titel. Im Cadre 47/1 und 71/2, sowie im Einband war Caudron erfolgreich, in der Königsdisziplin Dreiband musste er sich im Halbfinale Eddy Leppens geschlagen geben. Der Titel ging dann in einem dramatischen Spiel mit zwei Verlängerungen an Roland Forthomme, der mit einer Serie von 28 auch den Weltrekord einstellte und diesen nun gemeinsam mit seinem Landsmann Raymond Ceulemans und Junichi Komori aus Japan hält.
Am 17. März 2013 stand er im Finale des Lausanne Billard Masters (LBM) und spielte dort gegen Marco Zanetti. Er unterlag mit 40:33. Nur eine Woche später standen sich die beiden Spieler erneut in einem Finale gegenüber, diesmal beim AGIPI Billard Masters. Auch diesmal gelang es ihm nicht, den Bozener zu schlagen. Er unterlag seinem Spielerkollegen vom BC AGIPI Courbevoie mit 50:40 Punkten. Bei der Europameisterschaft im April traf er zum dritten Mal hintereinander auf Marco Zanetti und musste zum dritten Mal eine Niederlage einstecken, diesmal jedoch schon im Halbfinale. Dafür konnte er nach der Niederlage im Dreiband im Einband punkten und fuhr einen Hattrick ein.

### Ab 2013/14
2014 blieb ihm bei den LBM nach einer Niederlage im Halbfinale gegen Martin Horn nur der gemeinsame dritte Platz mit Daniel Sánchez aus Spanien. 2016 stand er erneut im Finale, diesmal musste er sich dem Spanier geschlagen geben. Im Halbfinale war er zuvor gegen Zanetti erfolgreich gewesen.

### UMB-Sperre 2019
Caudron unterschrieb im Frühjahr 2019 einen Vertrag bei der neu gegründeten Professional Billiards Association (of Korea) PBA. Sein Sponsor, Kimchi Queues, ist Mitbegründer und -besitzer des Verbandes. Da die PBA kein Mitglied der UMB ist, werden Spieler, die an PBA-Turnieren teilnehmen, mit einer Sperre von einem Jahr je Turnierteilnahme, maximal aber drei Jahren, belegt. Damit endete seine UMB-Spielzeit zum Ende der Saison 2018/19. Er verließ daraufhin die UMB.

### Saison 2019/20 (PBA)
Am 15. September konnte Caudron, nach frühem Ausscheiden in vorangegangenen Turnieren, seinen ersten Sieg bei der PBA-Tour (TS Shampoo Turnier) feiern. Er liegt mit 81.000 € Siegerprämie auf Platz zwei, knapp hinter dem Griechen Filipos Kasidokostas mit 87.000 €. Allerdings werden die Schecks anscheinend nicht ausgezahlt, sondern mit der vereinbarten Garantiesumme verrechnet.

### Saison 2023/24 (UMB)
Auf einer UMB-Sitzung während der Team-WM 2024 wurde beschlossen, dass Spieler die bei der PBA aktiv waren und wieder bei der UMB spielen möchten die Sperre aufgehoben wird. Sie mussten sich aber vom nationalen Verband anmelden lassen und verpflichten nicht mehr für Verbände, die nicht der UMB angeschlossen sind, aktiv zu werden. Somit war Caudron wieder spielberechtigt und hatte sich gleich für das bevorstehende Weltcup-Turnier in Ho-Chi-Minh-Stadt angemeldet. Die Gruppenqualifikation schloss er als bester Zweitplatzierter ab und zog als Lucky Loser ins Hauptturnier ein.

## Erfolge
- 16 × Spieler des Jahres in Belgien (seit 2002 ununterbrochen)
- Dreiband-Weltmeisterschaft:  1999, 2013, 2017
- Dreiband-Weltmeisterschaft für Nationalmannschaften:  2012, 2013, 2014, 2015
- Dreikampf-Weltmeisterschaft für Nationalmannschaften:  1990
- Dreiband-Weltcup-Gesamtsieger 2005, 2009, 2014
- 21 × Turniersieger im Dreiband-Weltcup (Stand: 2019/05)
- Cadre-47/2-Weltmeisterschaft:  2003
- Cadre-71/2-Weltmeisterschaft:  1991, 2000
- Dreiband-Europameisterschaft (Einzel):  2002, 2006
- Dreiband-Europameisterschaft für Nationalmannschaften:  2019  2013, 2015
- Einband-Europameisterschaft:  1990, 1991, 1993, 2008, 2009, 2011, 2012, 2013, 2015, 2017
- Cadre-47/1-Europameisterschaft:  2004
- Cadre-47/2-Europameisterschaft:  2009
- Cadre-71/2-Europameisterschaft:  1991
- Fünfkampf-Europameisterschaften für Nationalmannschaften (TEP):  1990
- Crystal Kelly Turnier:  1998, 2008, 2009
- Lausanne Billard Masters:  2013, 2016  2014
- LG U+ Cup 3-Cushion Masters:  2018  2015, 2017
- McCreery Dreiband Champion of Champions:  2018
- Dreiband Challenge Masters:  2019/1
- PBA-Tour:  2019/4
- Belgische Dreiband-Meisterschaft:  1994, 1996, 1997, 2003, 2005, 2007, 2016, 2017, 2019  1995, 2001, 2002, 2011, 2012, 2018  1998, 2000, 2008
- Gewinn aller 6 nationalen Meistertitel in Belgien 2007
- Cadre-47/2-Europameisterschaft der Junioren:  1987, 1988, 1989

### Persönliche Bestleistungen
- Weltrekord Turnier-GD Cadre 47/1 mit 133,33 (belgische Meisterschaften 2010)
- Belgischer Rekord und höchster bekannter Turnier-GD Cadre 71/2 mit 111,11 GD (2003 und 2009)
- Belgischer Rekord Freie Partie mit 400 GD in einem Turnier (keine Fehlaufnahme, 2007)
- Belgischer Rekord und Weltrekord Cadre 47/1 mit 133,33 GD (belgische Meisterschaften 2010)
- Belgischer Rekord Cadre 47/2 mit 200 GD (belgische Meisterschaften, 2011)
- Belgischer Rekord und höchster bekannter Turnier-GD Einband mit 27,27 (2007)
- Bestes Dreiband-Turnier: 2,790 (2016) (BTS Tournament in Dampremy)
- Beste Dreiband-Partie: 45 Punkte in 9 Aufnahmen (5,00 ED) 1997
- Höchste Serie Dreiband: 28 (04/2013)